# Avon (Sekwana i Marna)
Avon – miejscowość i gmina we Francji, w regionie Île-de-France, w departamencie Sekwana i Marna. Przez miejscowość przepływa Sekwana. 
Według danych na rok 1990 gminę zamieszkiwały 13 873 osoby, a gęstość zaludnienia wynosiła 3622 osób/km² (wśród 1287 gmin regionu Île-de-France Avon plasuje się na 196. miejscu pod względem liczby ludności, natomiast pod względem powierzchni na miejscu 764.).